# 왕정륙

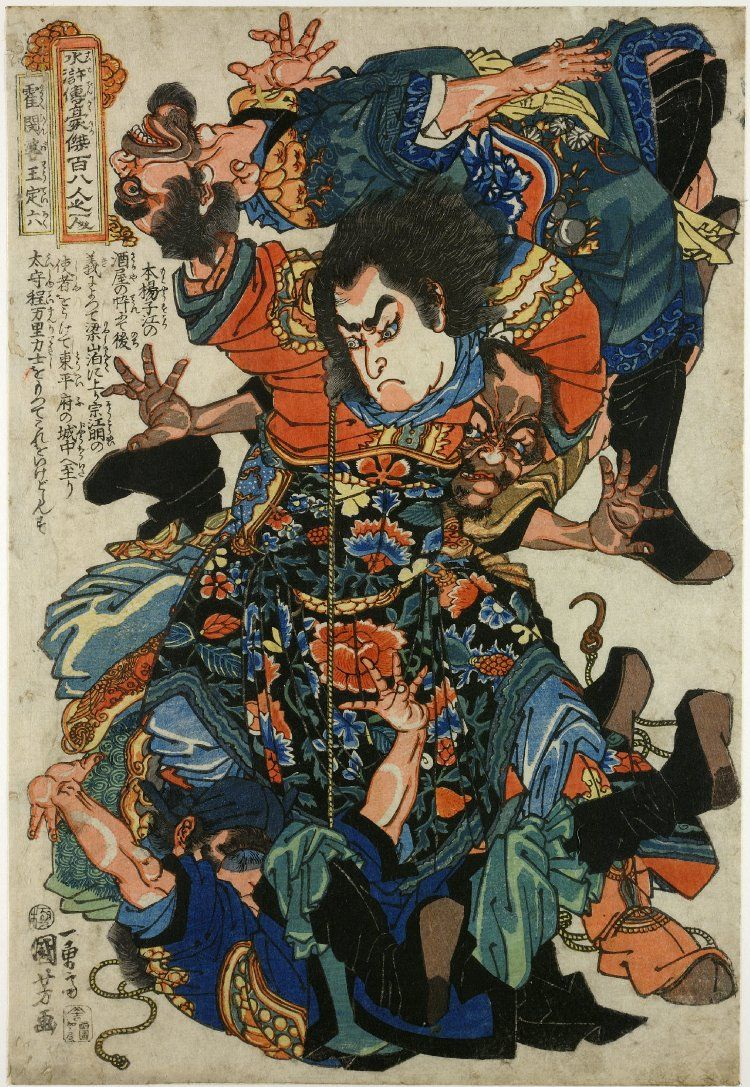

왕정륙(王定六)은 중국의 사대기서(四大奇書) 중 하나인 《수호전》(水滸傳)에 등장하는 인물로, 108성 중 104위이자 지살성(地煞星)의 지열성(地劣星)에 해당한다. 별호는 활섬파(活閃婆)로 빠른 걸음걸이로 번개같다는 뜻이 붙었다.

## 생애
건강부(建康府) 인근에서 아버지와 함께 주점을 운영하고 있었다. 안도전을 데리러 가던 장순이 '절강귀(截江鬼)' 장왕과 '유리추(油裏鰍)' 손오에게 습격당하지만 살아남고, 들른 주점에서 왕정륙을 만난다. 왕정륙은 장왕에 대한 장순의 복수를 돕고 아버지와 함께 장순과 안도전에 동행하여 양산박에 가담한다. 양산박에서는 북산 주점(北山酒店)을 담당하며 정보 수집에 임한다. 양산박 수령을 결정하기 위해 송강과 노준의가 동평부·동창부를 공격할 때 송강 진영에 가담하여 송강으로부터의 도전장을 동평부에 전달하였다. 왕경 토벌에서는 적장 필선(畢先)을 물리친 공을 세웠다. 방랍 토벌 때 선주(宣州) 공격에서 독화살에 맞아 전사하였다.